# CAF Confederation Cup 2009
Der CAF Confederation Cup 2009 war die 6. Spielzeit des zweitwichtigsten afrikanischen Wettbewerbs für Vereinsmannschaften im Fußball unter dieser Bezeichnung. Die Saison begann mit der Vorrunde am 30. Januar 2009 und endete mit den Finalspielen im November und Dezember 2009. Titelverteidiger war der tunesische Verein CS Sfax.
Sieger wurde Stade Malien aus Mali, die sich im Finale nach einem Gesamtergebnis von 2:2 im Elfmeterschießen mit 3:2 gegen ES Sétif durchsetzen konnten. Sie qualifizierten sich somit für den CAF Super Cup gegen den Sieger der Champions League 2009.

## Vorrunde
Die Auslosung fand am 4. Dezember 2008 statt. Die Hinspiele wurden vom 30. Januar bis zum 1. Februar, die Rückspiele vom 13. bis zum 25. Februar 2009 ausgetragen.
|                              | Gesamt          |                               | Hinspiel | Rückspiel |
| ---------------------------- | --------------- | ----------------------------- | -------- | --------- |
| US Ouagadougou               | (a)1:1(a)       | ASC Diaraf                    | 0:0      | 1:1       |
| OC Bukavu Dawa               | (a)4:4(a)       | Club 57 Tourbillon            | 3:3      | 1:1       |
| Tourbillon FC                | 4:1             | Vital’O FC                    | 4:0      | 0:1       |
| USM Libreville               | 2:1             | AS FAN Niamey                 | 2:1      | 0:0       |
| Hay Al-Arab Port Sudan       | 1:1 (2:3 i. E.) | Al-Ahly Bengasi               | 0:1      | 1:0       |
| Sport Bissau e Benfica       | 1:3             | ASC Yakaar                    | 1:2      | 0:1       |
| Prisons Mbeya                | 0:6             | Khaleej Sirte                 | 0:2      | 0:4       |
| Mighty Barrolle              | 1:4             | Société Omnisports de l’Armée | 0:2      | 1:2       |
| AS Vacoas-Phoenix            | 2:1             | AS Adema                      | 1:1      | 1:0       |
| Atlético Muçulmano da Matola | 2:5             | Malanti Chiefs FC             | 1:0      | 1:5       |
| Victors FC                   | 0:3             | CAPS United                   | 0:2      | 0:1       |
| Red Arrows FC                | 7:0             | Mundu SC                      | 6:0      | 1:0       |
| Gor Mahia FC                 | 0:6             | APR FC                        | 0:5      | 0:1       |

### Zwischenrunde
Obwohl beide Verbände ihre Vereine erst nach Fristende gemeldet hatten, wurden sie für eine Zwischenrunde zugelassen, dessen Sieger in die nächste Runde eingezogen wäre, sofern sich ein bereits qualifizierter Verein zurückgezogen hätte. Da dies nicht geschah, schied auch der Sieger Deportivo Mongomo aus.
|                   | Gesamt |                        | Hinspiel | Rückspiel |
| ----------------- | ------ | ---------------------- | -------- | --------- |
| Deportivo Mongomo | 3:1    | Anges de Fatima Bangui | 2:0      | 1:1       |

## Erste Runde
Die Auslosung fand am 4. Dezember 2008 statt. Die Hinspiele wurden vom 13. bis zum 15. März, die Rückspiele vom 3. bis zum 5. April 2009 ausgetragen.
|                               | Gesamt          |                                       | Hinspiel | Rückspiel |
| ----------------------------- | --------------- | ------------------------------------- | -------- | --------- |
| US Ouagadougou                | 2:3             | Aigle Royal Menoua                    | 2:1      | 0:2       |
| Club 57 Tourbillon            | 0:1             | Bayelsa United                        | 0:0      | 0:1       |
| Tourbillon FC                 | 3:5             | Union Douala                          | 1:2      | 2:3       |
| USM Libreville                | 2:5             | Santos Futebol Clube de Angola        | 0:1      | 2:4       |
| CS Sfax                       | 5:3             | Al-Ahly Bengasi                       | 4:1      | 1:2       |
| Satellite FC                  | 2:5             | Jeunesse Club d’Abidjan               | 1:2      | 1:3       |
| ASC Yakaar                    | 2:5             | JSM Béjaïa                            | 1:1      | 1:4       |
| Stade Tunisien                | 0:2             | Stade Malien                          | 0:0      | 0:2       |
| Khaleej Sirte                 | 0:6             | ES Sétif                              | 0:1      | 0:5       |
| Société Omnisports de l’Armée | 3:6             | Clube Recreativo Desportivo do Libolo | 0:1      | 3:5       |
| AS Vacoas-Phoenix             | 1:9             | Mamelodi Sundowns                     | 0:3      | 1:6       |
| Malanti Chiefs FC             | 1:6             | AS Vita Club                          | 1:3      | 0:3       |
| CAPS United                   | 1:2             | ENPPI SC                              | 0:0      | 1:2       |
| Red Arrows FC                 | 2:2 (3:2 i. E.) | Ocean Boys                            | 2:0      | 0:2       |
| APR FC                        | 0:2             | Haras El-Hodood SC                    | 0:0      | 0:2       |
| Maghreb Fez                   | 1:2             | EGS Gafsa                             | 1:1      | 0:1       |

## Zweite Runde
Die Auslosung fand am 4. Dezember 2008 statt. Die Hinspiele wurden vom 17. bis zum 19. April, die Rückspiele vom 1. bis zum 3. Mai 2009 ausgetragen.
|                    | Gesamt            |                                       | Hinspiel | Rückspiel |
| ------------------ | ----------------- | ------------------------------------- | -------- | --------- |
| Aigle Royal Menoua | 1:5               | Bayelsa United                        | 1:0      | 0:5       |
| Union Douala       | 1:5               | Santos Futebol Clube de Angola        | 1:1      | 0:4       |
| CS Sfax            | 3:0               | Jeunesse Club d’Abidjan               | 2:0      | 1:0       |
| JSM Béjaïa         | 1:1 (12:13 i. E.) | Stade Malien                          | 1:0      | 0:1       |
| ES Sétif           | (a)5:5(a)         | Clube Recreativo Desportivo do Libolo | 4:0      | 1:5       |
| Mamelodi Sundowns  | 2:3               | AS Vita Club                          | 2:2      | 0:1       |
| ENPPI SC           | 4:3               | Red Arrows FC                         | 4:0      | 0:3       |
| Haras El-Hodood SC | 6:1               | EGS Gafsa                             | 3:0      | 3:1       |

## Play-off-Runde
Bei der Auslosung wurde je ein Sieger der zweiten Runde gegen einen Unterlegenen der zweiten Runde der Champions League gelost, wobei die Vereine des CAF Confederation Cups, bis auf eine Ausnahme, im Rückspiel Heimrecht hatten. Die Hinspiele wurden vom 17. bis zum 19. Mai, die Rückspiele vom 29. bis zum 31. Mai 2009 ausgetragen.
|                                   | Gesamt          |                                | Hinspiel | Rückspiel |
| --------------------------------- | --------------- | ------------------------------ | -------- | --------- |
| al Ahly SC                        | 3:3 (5:6 i. E.) | Santos Futebol Clube de Angola | 3:0      | 0:3       |
| ASEC Mimosas                      | (a)2:2(a)       | ENPPI SC                       | 2:2      | 0:0       |
| ES Sétif                          | 4:4 (4:3 i. E.) | Djoliba AC                     | 3:1      | 1:3       |
| Cotonsport Garoua                 | (a)3:3(a)       | AS Vita Club                   | 3:1      | 0:2       |
| Al-Ahly Tripolis                  | 1:2             | Haras El-Hodood SC             | 0:0      | 1:2       |
| Kampala Capital City Authority FC | 3:5             | Bayelsa United                 | 3:1      | 0:4       |
| IZK Khémisset                     | 2:4             | Stade Malien                   | 1:1      | 1:3       |
| CD Primeiro de Agosto             | 2:2 (5:4 i. E.) | CS Sfax                        | 2:0      | 0:2       |

## Gruppenphase
Die acht Sieger der Play-off-Runde wurden zu zwei Gruppen mit jeweils vier Mannschaften gelost. Die Gruppensieger und -zweiten qualifizierten sich für das Halbfinale, die Dritt- und Viertplatzierten schieden aus dem Wettbewerb aus. Bei Punktgleichheit zweier oder mehrerer Mannschaften wurde die Platzierung durch folgende Kriterien ermittelt:
1. Anzahl Punkte im direkten Vergleich
2. Tordifferenz im direkten Vergleich
3. Anzahl Tore im direkten Vergleich
4. Anzahl Auswärtstore im direkten Vergleich
5. Wenn nach der Anwendung der Kriterien 1 bis 4 immer noch mehrere Mannschaften denselben Tabellenplatz belegen, werden die Kriterien 1 bis 4 erneut angewendet, jedoch ausschließlich auf die Direktbegegnungen der betreffenden Mannschaften. Sollte auch dies zu keiner definitiven Platzierung führen, werden die Kriterien 6 bis 9 angewendet.
6. Tordifferenz aus allen Gruppenspielen
7. Anzahl Tore in allen Gruppenspielen
8. Anzahl Auswärtstore in allen Gruppenspielen
9. Losziehung

### Gruppe A
| Pl. | Verein                         | Sp. | S | U | N | Tore    | Diff. | Punkte |
| --- | ------------------------------ | --- | - | - | - | ------- | ----- | ------ |
| 1.  | ES Sétif                       | 6   | 3 | 0 | 3 | 014:900 | +5    | 09     |
| 2.  | ENPPI SC                       | 6   | 3 | 0 | 3 | 013:100 | +3    | 09     |
| 3.  | AS Vita Club                   | 6   | 3 | 0 | 3 | 007:700 | ±0    | 09     |
| 4.  | Santos Futebol Clube de Angola | 6   | 3 | 0 | 3 | 003:110 | −8    | 09     |

| 19. Juli 2009                  |     |                                |
| Santos Futebol Clube de Angola | 1:0 | ENPPI SC                       |
| ES Sétif                       | 2:0 | AS Vita Club                   |
| 2. August 2009                 |     |                                |
| AS Vita Club                   | 1:0 | Santos Futebol Clube de Angola |
| ENPPI SC                       | 3:4 | ES Sétif                       |
| 16. August 2009                |     |                                |
| Santos Futebol Clube de Angola | 1:0 | ES Sétif                       |
| ENPPI SC                       | 3:1 | AS Vita Club                   |
| 28./30. August 2009            |     |                                |
| ES Sétif                       | 6:0 | Santos Futebol Clube de Angola |
| AS Vita Club                   | 3:0 | ENPPI SC                       |
| 12./13. September 2009         |     |                                |
| ENPPI SC                       | 4:0 | Santos Futebol Clube de Angola |
| AS Vita Club                   | 2:1 | ES Sétif                       |
| 19. September 2009             |     |                                |
| ES Sétif                       | 1:3 | ENPPI SC                       |
| Santos Futebol Clube de Angola | 1:0 | AS Vita Club                   |

### Gruppe B
| Pl. | Verein                | Sp. | S | U | N | Tore    | Diff. | Punkte |
| --- | --------------------- | --- | - | - | - | ------- | ----- | ------ |
| 1.  | Stade Malien          | 6   | 2 | 3 | 1 | 005:300 | +2    | 09     |
| 2.  | Bayelsa United        | 6   | 3 | 0 | 3 | 009:600 | +3    | 09     |
| 3.  | CD Primeiro de Agosto | 6   | 2 | 2 | 2 | 005:100 | −5    | 08     |
| 4.  | Haras El-Hodood SC    | 6   | 2 | 1 | 3 | 007:700 | ±0    | 07     |

| 17./18. Juli 2009     |     |                       |
| Haras El-Hodood SC    | 1:0 | Bayelsa United        |
| Stade Malien          | 0:0 | CD Primeiro de Agosto |
| 1. August 2009        |     |                       |
| Bayelsa United        | 1:2 | Stade Malien          |
| CD Primeiro de Agosto | 1:0 | Haras El-Hodood SC    |
| 14./15. August 2009   |     |                       |
| Haras El-Hodood SC    | 1:1 | Stade Malien          |
| Bayelsa United        | 4:0 | CD Primeiro de Agosto |
| 29./30. August 2009   |     |                       |
| CD Primeiro de Agosto | 3:1 | Bayelsa United        |
| Stade Malien          | 2:0 | Haras El-Hodood SC    |
| 12. September 2009    |     |                       |
| Bayelsa United        | 2:0 | Haras El-Hodood SC    |
| CD Primeiro de Agosto | 0:0 | Stade Malien          |
| 20. September 2009    |     |                       |
| Stade Malien          | 0:1 | Bayelsa United        |
| Haras El-Hodood SC    | 5:1 | CD Primeiro de Agosto |

## Finalrunde

### Halbfinale
Die Hinspiele wurden am 2. und 4. Oktober, die Rückspiele am 16. und 18. Oktober 2009 ausgetragen.
|                | Gesamt |              | Hinspiel | Rückspiel |
| -------------- | ------ | ------------ | -------- | --------- |
| Bayelsa United | 1:2    | ES Sétif     | 1:1      | 0:1       |
| ENPPI SC       | 4:6    | Stade Malien | 2:2      | 2:4       |

### Finale

#### Hinspiel
| ES Sétif                                         | ES Sétif | Stade Malien | Stade Malien |
| ------------------------------------------------ | --- | --- | ------------ |
| ES Sétif                                         | \| 29. November 2009 in Sétif (Stade du 8 Mai 1945) \| \| Ergebnis: 2:0 (1:0) \| \| Zuschauer: 25.000 \| \| Schiedsrichter: Daniel Bennett ( Südafrika) \| | \| 29. November 2009 in Sétif (Stade du 8 Mai 1945) \| \| Ergebnis: 2:0 (1:0) \| \| Zuschauer: 25.000 \| \| Schiedsrichter: Daniel Bennett ( Südafrika) \| | Stade Malien |
| ES Sétif                                         | 1:0 Abdelmalek Ziaya (15.) 2:0 Abdelmalek Ziaya (80.) | | Stade Malien |
| 29. November 2009 in Sétif (Stade du 8 Mai 1945) | | |              |
| Ergebnis: 2:0 (1:0)                              | | |              |
| Zuschauer: 25.000                                | | |              |
| Schiedsrichter: Daniel Bennett ( Südafrika)      | | |              |

#### Rückspiel
| Stade Malien                                    | Stade Malien | ES Sétif | ES Sétif |
| ----------------------------------------------- | --- | --- | -------- |
| Stade Malien                                    | \| 5. Dezember 2009 in Bamako (Stade Modibo Keïta) \| \| Ergebnis: 2:0 (0:0), 3:2 i. E. \| \| Zuschauer: 35.000 \| \| Schiedsrichter: Eddy Maillet ( Seychellen) \| | \| 5. Dezember 2009 in Bamako (Stade Modibo Keïta) \| \| Ergebnis: 2:0 (0:0), 3:2 i. E. \| \| Zuschauer: 35.000 \| \| Schiedsrichter: Eddy Maillet ( Seychellen) \| | ES Sétif |
| Stade Malien                                    | 1:0 Bakari Coulibaly (53.) 2:0 Ousmane Bagayoko (55., Strafstoß) | | ES Sétif |
| Stade Malien                                    | Elfmeterschießen | | ES Sétif |
| Stade Malien                                    | 1:0 Eliassou Issiaka 2:1 Moussa Coulibaly Oumar Koné 3:2 Bakari Coulibaly                                                                                           | Farouk Belkaïd 1:1 Mohamed Yekhlef 2:2 Smaïl Diss Mohamed Seguer Lamouri Djediat                                                                                    | ES Sétif |
| 5. Dezember 2009 in Bamako (Stade Modibo Keïta) | | |          |
| Ergebnis: 2:0 (0:0), 3:2 i. E.                  | | |          |
| Zuschauer: 35.000                               | | |          |
| Schiedsrichter: Eddy Maillet ( Seychellen)      | | |          |